# Oediconia negrottoi
Oediconia negrottoi là một loài bướm đêm trong họ Noctuidae.